# Chip (magazine)
CHIP est un magazine allemand d'informatique publié dans 15 pays d'Europe et d'Asie. Le premier numéro paraît en 1978.